# Pumhaeng zero
Pour plus de détails, voir Fiche technique et Distribution.
Pumhaeng zero (품행제로) est un film sud-coréen réalisé par Cho Geun-shik, sorti le 27 décembre 2002.

## Synopsis
Jung-pil, un jeune voyou plein d'énergie, s'est forgé une réputation de bagarreur qui le place en tant que « roi » du lycée, de telle manière que personne n'ose s'opposer à lui... jusqu'au jour où un rival mystérieux débarque au lycée.

## Fiche technique
- Titre Pumhaeng zero
- Titre original : 품행제로
- Titre anglais : No Manners
- Titre alternatif : Conduct Zero
- Réalisation : Cho Geun-shik
- Scénario : Lee Hae-joon et Lee Hae-yeong
- Production : Park Moo-seung
- Musique : Lee Ha-neul
- Photographie : Cho Yong-kyou
- Montage : Kim Sang-bum et Kim Jae-beom
- Pays d'origine :  Corée du Sud
- Langue : coréen
- Format : Couleurs - 1,85:1 - Dolby Digital - 35 mm
- Genre : Comédie dramatique
- Durée : 99 minutes
- Date de sortie : 
  -  Corée du Sud : 27 décembre 2002

## Distribution
- Ryu Seung-beom : Jung-pil
- Im Eun-gyeong : Min-hee
- Gong Hyo-jin : Na-young
- Shin Ji-hye : Seon-ju
- Kim Gwang-il
- Bong Tae-gyu